# Euxoa
Euxoa is een geslacht van vlinders uit de familie Noctuidae (uilen).

## Soorten
- Ondergeslacht Pleonectopoda Grote, 1873[2]
  - Euxoa churchillensis (McDunnough, 1932[3])
  - Euxoa culminicola (Staudinger, 1870[4])
  - Euxoa kodara Kononenko, Behounek & Gyulai, 2018[5]
  - Euxoa steideli Kononenko, Behounek & Gyulai, 2018[5]
- E. aberrans McDunnough, 1932
- E. acornis (Smith, 1895)
- E. acuminifera (Eversmann, 1854)
- E. adjemi Brandt, 1941
- E. admirabilis Hacker & Schreier, 2010
- E. adumbrata (Eversmann, 1842)
- E. aequalis (Harvey, 1876)
- E. agema (Strecker, 1899)
- E. agricola Boisduval, 1829
- E. albiorbis Hampson, 1909
- E. albipennis (Grote, 1877)
- E. altens McDunnough, 1946
- E. amorpha Boursin, 1964
- E. amplexa Corti, 1931
- E. anaemica Draudt, 1936
- E. anarmodia (Staudinger, 1897)
- E. anatolica Draudt, 1936
- E. andera Smith, 1910
- E. aneucta Brandt, 1938
- E. annulipes (Smith, 1890)
- E. antica Lafontaine, 1974
- E. aquilina (Denis & Schiffermüller, 1775) — Gekamde graanworteluil
- E. arizonensis Lafontaine, 1974
- E. arnoldi Turati, 1933
- E. asymmetrica Kozhanchikov, 1930
- E. atomaris (Smith, 1890)
- E. atristrigata (Smith, 1890)
- E. aurantiaca Lafontaine, 1974
- E. auripennis Lafontaine, 1974
- E. aurulenta (Smith, 1890)
- E. austrina Hardwick, 1968
- E. auxiliaris (Grote, 1873)
- E. axiliodes Hampson, 1903
- E. basalis (Grote, 1879)
- E. basigramma (Staudinger, 1870)
- E. beatissima (Rebel, 1913)
- E. berliozi Laporte, 1974
- E. bicollaris (Grote, 1878)
- E. bifasciata (Smith, 1887)
- E. biformata Smith, 1910
- E. birena Berio, 1962
- E. birivia (Denis & Schiffermüller, 1775)
- E. bochus (Morrison, 1874)
- E. bogdanovi (Erschoff, 1874)
- E. bostoniensis (Grote, 1874)
- E. brevipennis Smith, 1887
- E. camalpa (Dyar, 1912)
- E. campestris (Grote, 1875)
- E. cana Lafontaine, 1974
- E. canariensis Rebel, 1902
- E. capsensis Chrétien, 1911
- E. cartagensis Schaus, 1911
- E. cashmirensis (Hampson, 1903)
- E. castanea Lafontaine, 1981
- E. catenula (Grote, 1879)
- E. catervaria Corti, 1929
- E. cespitis Swinhoe, 1885
- E. christophi (Staudinger, 1870)
- E. cicatricosa (Grote & Robinson, 1865)
- E. cincta Barnes & Benjamin, 1924
- E. cinchonina Guenée, 1852
- E. cinereopallida (Smith, 1903)
- E. cinereopallidus (Smith, 1903)
- E. cinnabarina Barnes & McDunnough, 1918
- E. citricolor (Grote, 1880)
- E. clauda Püngeler, 1906
- E. clausa McDunnough, 1923
- E. cognita Staudinger, 1881
- E. comosa (Morrison, 1876)
- E. cona (Strecker, 1898)
- E. condita Lafontaine, 1975
- E. conjuncta (Smith, 1890)
- E. conspicua (Hübner, 1824)
- E. continentalis Reisser, 1935
- E. cooki McDunnough, 1925
- E. cos (Hübner, 1824)
- E. costalis (Walker, 1857)
- E. costata (Grote, 1876)
- E. crassilinea Wallengren, 1860
- E. crypta (Dadd, 1927)
- E. cryptica Hardwick, 1968
- E. cuprina Staudinger, 1899
- E. cursoria (Hufnagel, 1766) — Variabele worteluil
- E. cymograpta Hampson, 1918
- E. chimoensis Hardwick, 1966
- E. choris Harvey, 1876
- E. christophi (Staudinger, 1870)
- E. dallolmoi Berio, 1972
- E. dargo Strecker, 1898
- E. declarata (Walker, 1865)
- E. decora (Denis & Schiffermüller, 1775)
- E. decorans (Staudinger, 1896)
- E. deficiens (Wagner, 1913)
- E. derrae Hacker, 1985
- E. deserta (Staudinger, 1870)
- E. designata Brandt, 1941
- E. detersa (Walker, 1856)
- E. diaphora Boursin, 1928
- E. difficillima Draudt, 1937
- E. difformis (Smith, 1900)
- E. dimorpha Hampson, 1919
- E. dissona (Möschler, 1860)
- E. distaxis Boursin, 1928
- E. distinguenda (Lederer, 1857)
- E. divergens Walker, 1857
- E. dodi McDunnough, 1923
- E. dodolaense Laporte, 1984
- E. doufanae (Oberthür, 1918)
- E. drewseni (Staudinger, 1857)
- E. dsheiron Brandt, 1938
- E. edictalis (Smith, 1893)
- E. emolliens Hampson, 1905
- E. emolliensis (Hampson, 1905)
- E. enixa Püngeler, 1906
- E. eremorealis Varga, 1975
- E. eruta (Hübner, 1817)
- E. extranea (Smith, 1887)
- E. falvidens Smith, 1887
- E. fallax (Eversmann, 1854)
- E. fauna (Morrison, 1876)
- E. filipijevi Kozhanchikov, 1929
- E. fissa Staudinger, 1895
- E. flavicollis (Smith, 1888)
- E. flavidens (Smith, 1888)
- E. flavisignata Corti, 1932
- E. flavogrisea Corti, 1932
- E. foeda (Lederer, 1855)
- E. foeminalis (Smith, 1900)
- E. fraudulenta Corti, 1928
- E. friedeli Pinker, 1980
- E. fumalis (Grote, 1873)
- E. fuscigera Grote, 1874
- E. glabella Wagner, 1930
- E. guadalupensis Lafontaine & Byers, 1982
- E. hastifera (Donzel, 1847)
- E. haverkampfi (Standfuss, 1893)
- E. heinrichi Laporte, 1979
- E. hemispherica Hampson, 1903
- E. hendersoni Pinhey, 1968
- E. henrietta (Smith, 1900)
- E. heringi (Staudinger, 1877)
- E. hilaris (Freyer, 1838)
- E. hollemani (Grote, 1874)
- E. homicida Staudinger, 1900
- E. hyperythra Boursin, 1964
- E. hypochlora Boursin, 1964
- E. idahoensis (Grote, 1878)
- E. immixta (Grote, 1880)
- E. impexa Püngeler, 1904
- E. incallida (Smith, 1890)
- E. inclusa Corti, 1931
- E. incognita Smith, 1893
- E. inconcinna (Harvey, 1875)
- E. infausta (Walker, 1865)
- E. infracta (Morrison, 1875)
- E. inscripta Lafontaine, 1981
- E. intermontana Lafontaine, 1975
- E. intolerabilis (Püngeler, 1902)
- E. intracta (Walker, 1856)
- E. intrita (Morrison, 1874)
- E. inyoca Benjamin, 1936
- E. islandica Staudinger, 1857
- E. juliae Hardwick, 1968
- E. kotzschi Draudt, 1937
- E. laetificans (Smith, 1894)
- E. lafontainei Metzler & Forbes, 2009
- E. latro (Barnes & Benjamin, 1926)
- E. leaena Püngeler, 1906
- E. lecerfi Zerny, 1934
- E. lewisi (Grote, 1873)
- E. lidia (Stoll, 1782) — Witvlekworteluil
- E. lillooet McDunnough, 1927
- E. lineifrons (Smith, 1890)
- E. loya Smith, 1900
- E. lucida Barnes & McDunnough, 1912
- E. luctuosa Lafontaine, 1976
- E. luteomixta Wagner, 1932
- E. luteosita Smith, 1900
- E. macleani McDunnough, 1927
- E. macrodentata Hardwick, 1965
- E. maderensis Lafontaine, 1976
- E. malickyi Varga, 1990
- E. manitobana McDunnough, 1925
- E. mansour (Le Cerf, 1933)
- E. medialis (Smith, 1887)
- E. melana Lafontaine, 1975
- E. melura McDunnough, 1932
- E. mendeli Fernandez, 1918
- E. mendelis Fernandez, 1915
- E. mercedes Barnes & McDunnough, 1912
- E. messoria (Harris, 1841)
- E. mimallonis (Grote, 1873)
- E. minima Kozhanchikov, 1928
- E. misturata (Smith, 1890)
- E. mitis (Smith, 1894)
- E. mobergi Fibiger, 1990
- E. moerens (Grote, 1883)
- E. monotona Kozhanchikov, 1929
- E. montana (Morrison, 1875)
- E. montigenarum Rougeot & Laporte, 1983
- E. montivaga Fibiger, 1997
- E. munis (Grote, 1879)
- E. murdocki (Smith, 1890)
- E. mustelina (Christoph, 1877)
- E. nevada (Smith, 1900)
- E. nevadensis Corti, 1928
- E. nigrata Matsumura, 1925
- E. nigricans (Linnaeus, 1761) — Rookkleurige worteluil
- E. nigrofusca (Esper, 1788)
- E. niveilinea (Grote, 1882)
- E. nomas (Erschoff, 1874)
- E. nostra (Smith, 1890)
- E. novoobscurior (Bryk, 1948)
- E. nyctopis Hampson, 1903
- E. obelisca (Denis & Schiffermüller, 1775) — Zwartvlakworteluil
- E. obeliscoides (Guenée, 1852)
- E. oberfoelli Hardwick, 1973
- E. oberthuri (Leech, 1900)
- E. oblongistigma (Smith, 1887)
- E. occidentalis Lafontaine & Byers, 1982
- E. ochrogaster (Guenee, 1852)
- E. olivalis (Grote, 1879)
- E. olivia (Morrison, 1876)
- E. oncocnemoides (Barnes & Benjamin, 1926)
- E. opportuna Corti, 1932
- E. oranaria (A. Bang-Haas, 1906)
- E. pallipennis (Smith, 1887)
- E. pareruta Fibiger, Gyulai, Zilli, Yela & Ronkay, 2010
- E. parnassiphila (Staudinger, 1881)
- E. penelope Fibiger, 1997
- E. perexcellens (Grote, 1875)
- E. perexellens (Grote, 1875)
- E. perierga Brandt, 1938
- E. permixta McDunnough, 1940
- E. perolivalis (Smith, 1905)
- E. perpolita (Morrison, 1876)
- E. pestula Smith, 1904
- E. phantoma (I. Kozhanchikov, 1928)
- E. philippsi Corti, 1928
- E. pimensis Barnes & McDunnough, 1910
- E. piniae Buckett & Bauer, 1964
- E. pirigna Püngeler, 1906
- E. plagigera (Morrison, 1874)
- E. pleuritica Grote, 1876
- E. plumbescens Kozhanchikov, 1937
- E. plumbina (Wagner, 1913)
- E. pluralis (Grote, 1878)
- E. polytela Boursin, 1940
- E. powelli (Oberthur, 1912)
- E. praestigiosa Brandt, 1941
- E. predotae Schawerda, 1922
- E. privigna Püngeler, 1906
- E. proleuca Hampson, 1903
- E. pronycta Hampson, 1903
- E. pseudoberliozi Rouget & Laporte, 1983
- E. psimmythiosa Boursin, 1958
- E. puengeleri (Wagner, 1913)
- E. punctifera Corti, 1931
- E. punctigera (Walker, 1865)
- E. quadridentata (Grote & Robinson, 1865)
- E. quebecensis (Smith, 1900)
- E. rasilis Corti, 1932
- E. rebeli Wagner, 1913
- E. recula (Harvey, 1876)
- E. recussa (Hübner, 1817)
- E. redimicula (Morrison, 1874)
- E. ridingsiana (Grote, 1875)
- E. riversii (Dyar, 1903)
- E. rjabovi Kozhanchikov, 1930
- E. robiginosa (Staudinger, 1894)
- E. rockburnei Hardwick, 1973
- E. rubrior Pinker, 1980
- E. rufula (Smith, 1887)
- E. rugifrons (Mabille, 1888)
- E. sabuletorum (Boisduval, 1840)
- E. satiens (Smith, 1890)
- E. satis (Harvey, 1876)
- E. sayvana Ronkay, Varga & Hreblay, 1998
- E. scandens (Riley, 1869)
- E. scortea (Schaus, 1898)
- E. scotogrammoides McDunnough, 1932
- E. sculptilis (Harvey, 1874)
- E. scurrilis Draudt, 1937
- E. scholastica McDunnough, 1920
- E. segnilis (Duponchel, 1837)
- E. selenis (Smith, 1900)
- E. septentrionalis (Walker, 1865)
- E. serotina Lafontaine, 1976
- E. serricornis (Smith, 1888)
- E. servita (Smith, 1895)
- E. setonia McDunnough, 1927
- E. shasta Lafontaine, 1975
- E. sibirica (Boisduval, 1837)
- E. siccata (Smith, 1893)
- E. sigmata Kozhanchikov, 1928
- E. silens (Grote, 1875)
- E. simona McDunnough, 1932
- E. simulata McDunnough, 1946
- E. sinelinea Hardwick, 1965
- E. sorella (Schaus, 1898)
- E. spumata McDunnough, 1940
- E. stigmatalis (Smith, 1900)
- E. stygialis (Barnes & McDunnough, 1912)
- E. subconspicua (Staudinger, 1888)
- E. sulcifera (Christoph, 1893)
- E. taura Smith, 1905
- E. teleboa (Smith, 1890)
- E. temera (Hübner, 1808)
- E. terrealis (Grote, 1883)
- E. terrena (Smith, 1900)
- E. terrenus Smith, 1900
- E. tessellata (Harris, 1841)
- E. theryi Le Cerf, 1932
- E. tibetana (Moore, 1878)
- E. tocoyae (Smith, 1900)
- E. transcaspica Kozhanchikov, 1928
- E. triaena Kozhantshikov, 1929
- E. trifasciata (Smith, 1887)
- E. tristicula (Morrison, 1875)
- E. tristis (Staudinger, 1898)
- E. tritici (Linnaeus, 1761) — Graanworteluil
- E. triumregium Varga, 1979
- E. tronella Smith, 1903
- E. tronellus (Smith, 1903)
- E. uncarpa Kozhanchikov, 1929
- E. unica McDunnough, 1940
- E. urbanoides Kozhanchikov, 1937
- E. ustulata Lafontaine, 1976
- E. vallus (Smith, 1900)
- E. vanensis Draudt, 1937
- E. vartianica Boursin, 1963
- E. velleripennis (Grote, 1874)
- E. vernalis Lafontaine, 1976
- E. vetusta (Walker, 1865)
- E. violaris (Grote & Robinson, 1868)
- E. vitta (Esper, 1789)
- E. wagneri Corti, 1926
- E. waliarum Rougeot & Laporte, 1983
- E. waltharii Corti, 1931
- E. westermanni (Staudinger, 1857)
- E. wilsoni (Grote, 1873)
- E. wirima Hardwick, 1965
- E. xasta Barnes & McDunnough, 1910
- E. zernyi Boursin, 1944
- E. zugmayeri Boursin, 1948

### Foto's

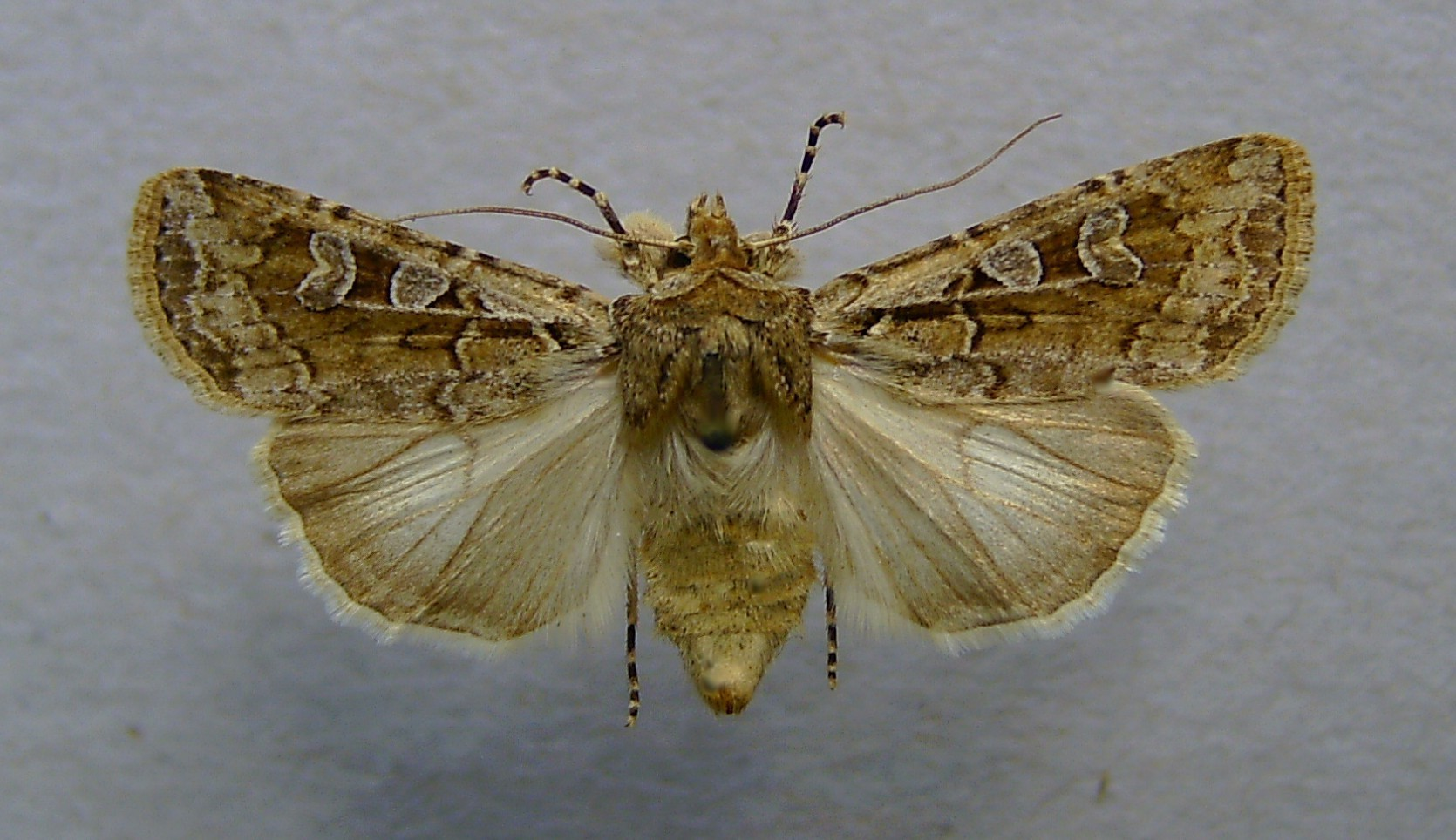
Euxoa cursoria Variabele worteluil
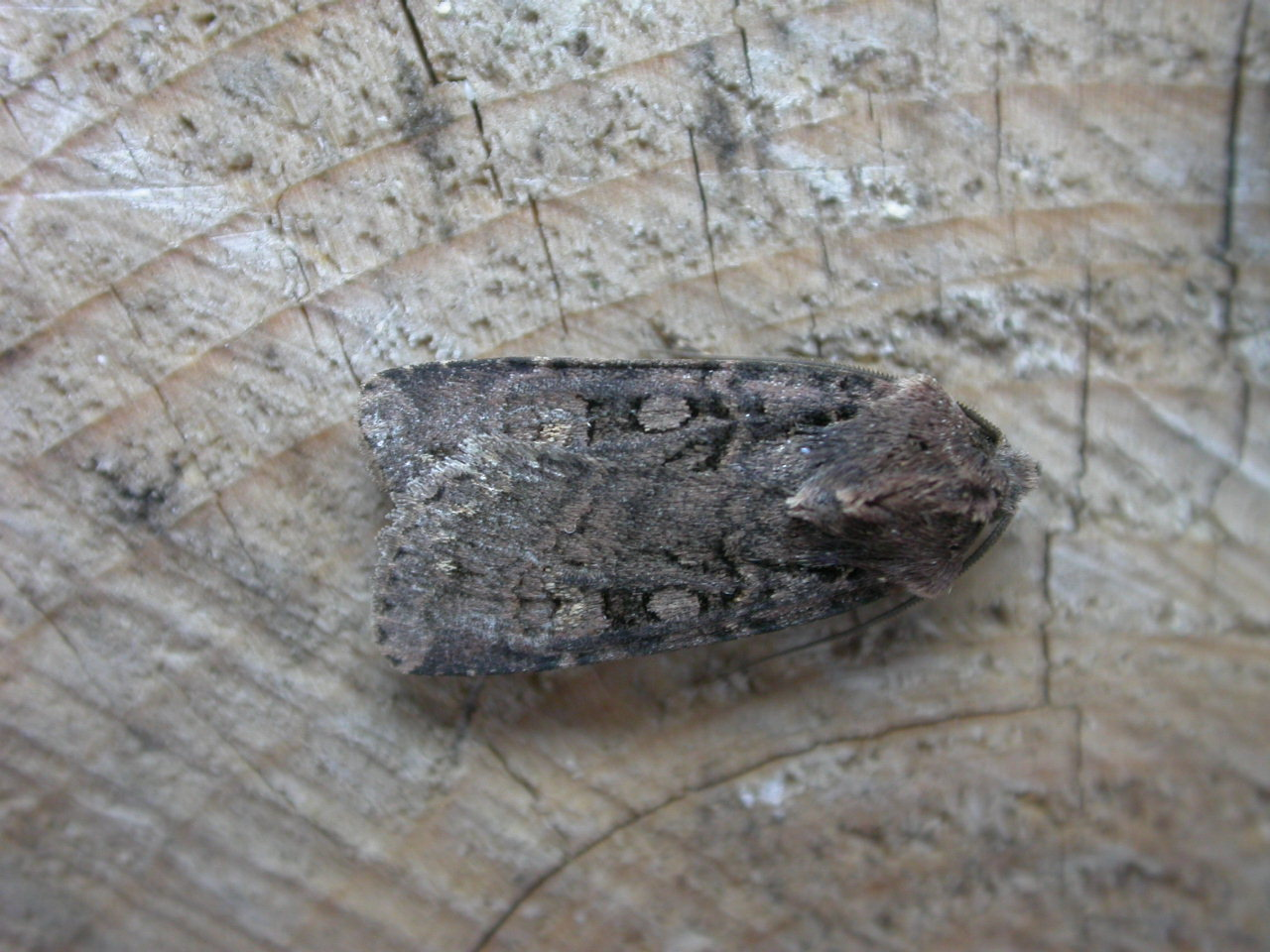
Euxoa nigricans Rookkleurige worteluil
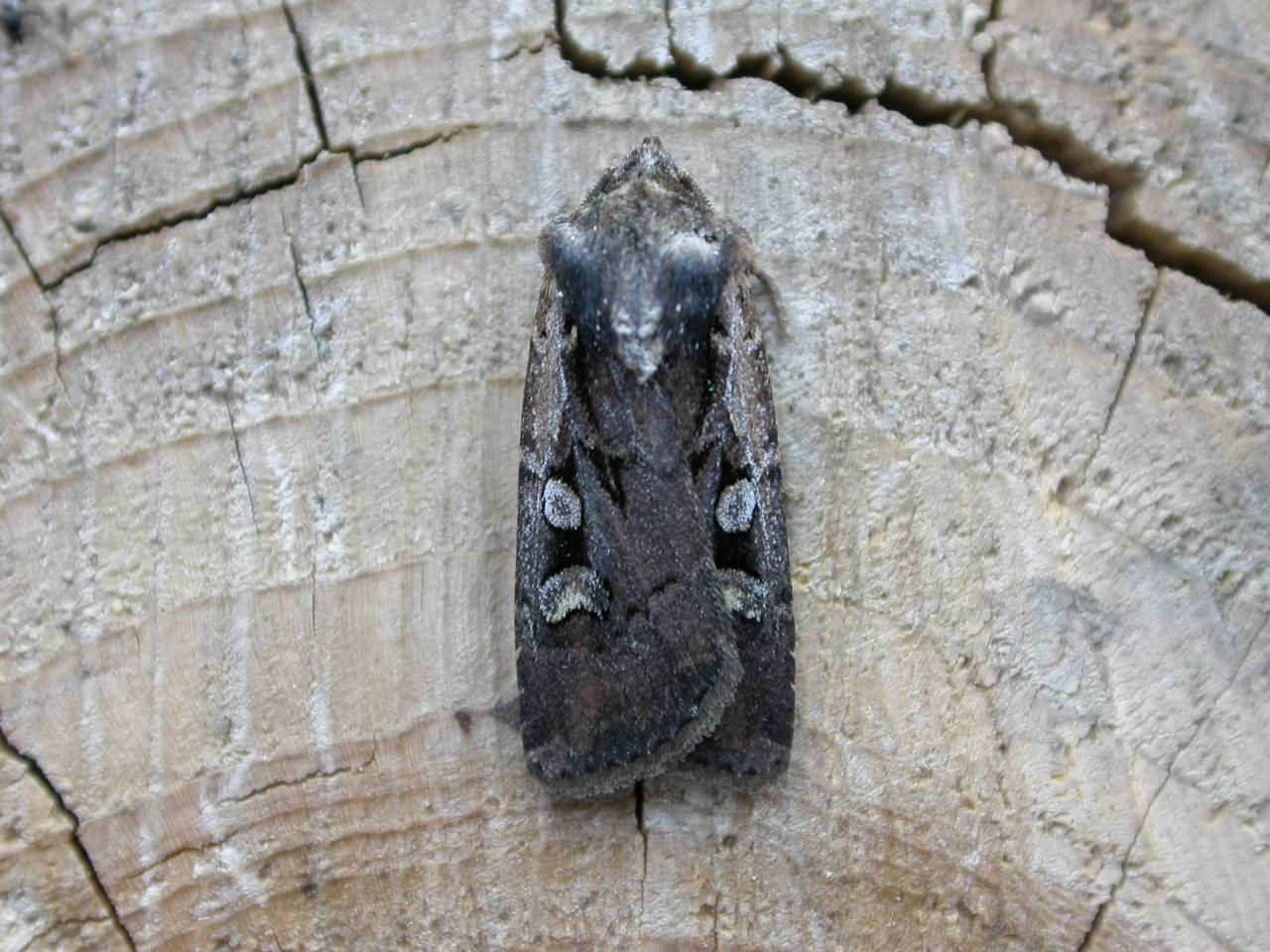
Euxoa obelisca Zwartvlakworteluil
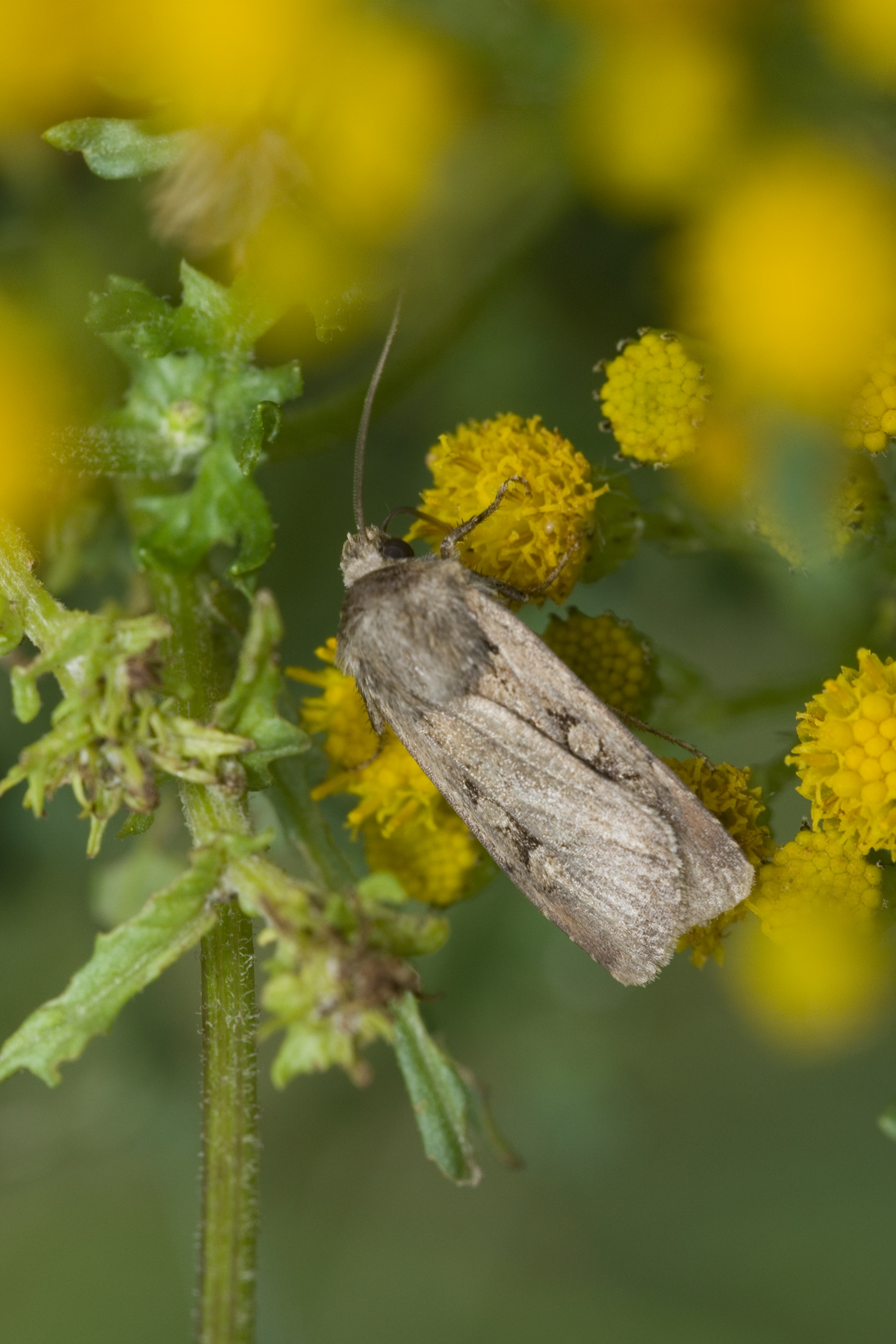
Euxoa tritici Graanworteluil